# Fractura costal
La fractura costal o fractura de costilla es una fractura ósea que se define como la pérdida de continuidad de los arcos costales (costillas), y constituye la lesión traumática más frecuente del tórax. Se produce generalmente entre el 3.º y 9.º arcos costales. Por lo general, la existencia de una o dos fracturas aisladas carece de gravedad. Sin embargo, cuando las fracturas afectan a más de 3 costillas y son bilaterales se presentan complicaciones con frecuencia. El número de costillas fracturadas tiene relación con las complicaciones y la mortalidad.

## Causas
En personas jóvenes se producen generalmente por traumatismos sobre el tórax como consecuencia de actividades deportivas, accidentes de tráfico o accidentes laborales. En las personas de Edad Media o alta la causa más frecuente son las caídas accidentales.

## Cuadro clínico

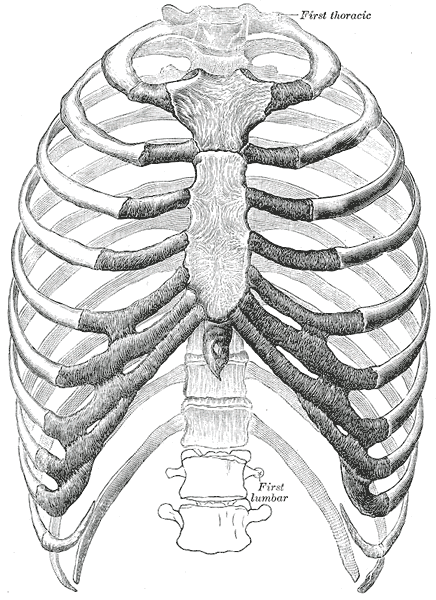
Estructura ósea normal del tórax. Pueden observarse las 24 costillas, 12 en cada lado, y su unión con el esternón.

El síntoma más característico es el dolor que aumenta con los movimientos respiratorios. Si la fractura se debe a un traumatismo de alta intensidad, suelen lesionarse las costillas primera y segunda, en cuyo caso es frecuente la aparición de complicaciones causadas por lesión del mediastino. Si se fracturen las últimas costillas, las complicaciones pueden producirse por lesiones asociadas en el hígado o el bazo.
Los signos de una costilla rota pueden incluir:
- Dolor a la respiración profunda
- Hinchazón en el área del pecho
- Contusión en el área del pecho
- Mayor dificultad para respirar
- Tos con sangre (la costilla puede haber dañado el pulmón)

## Complicaciones

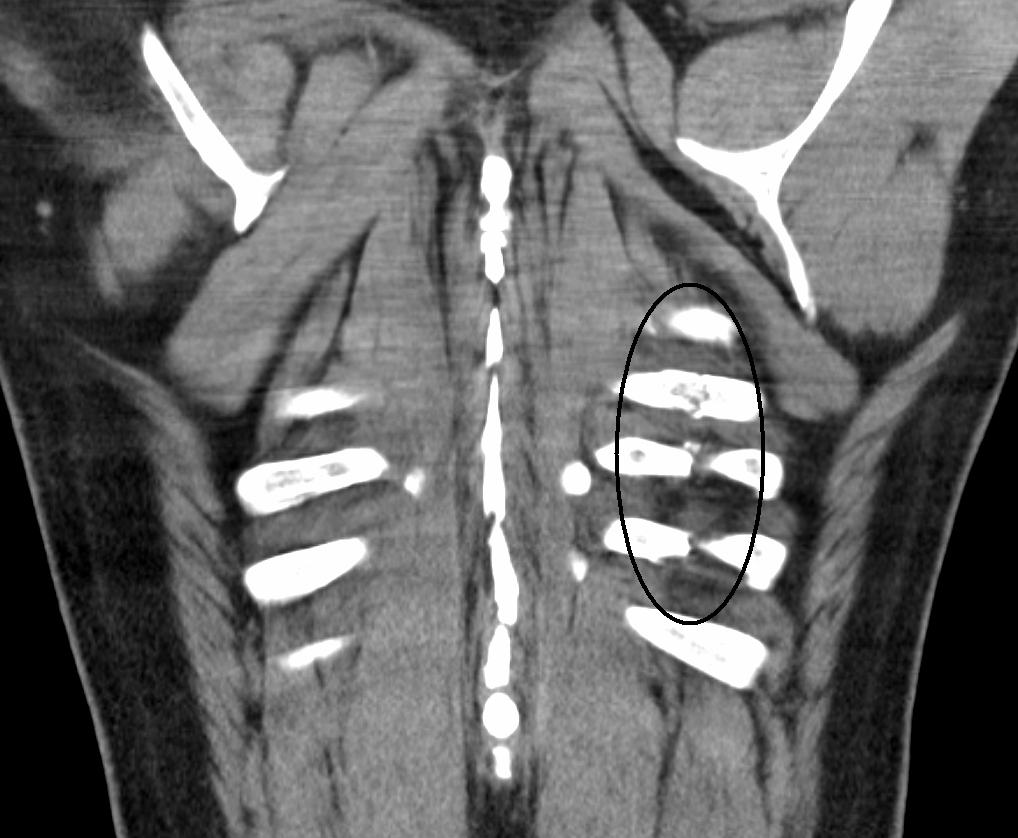
Imagen obtenida mediante tomografía axial computarizada en la que pueden observarse varias fracturas costales.

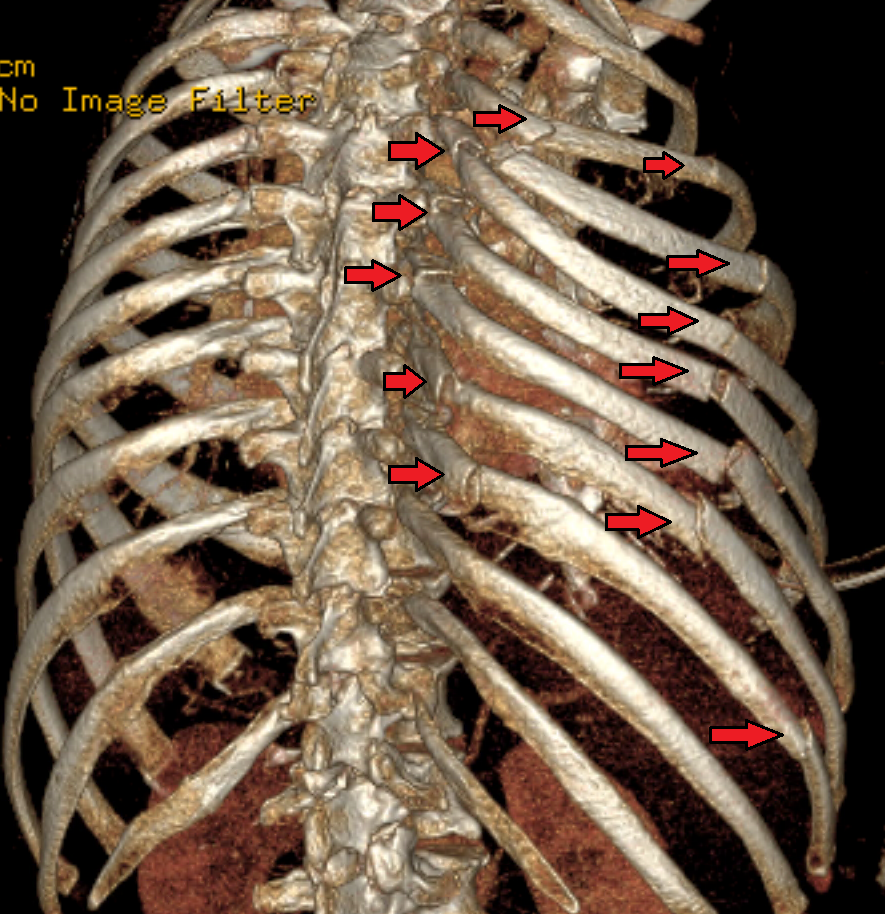
Imagen en 3 dimensiones del tórax en un caso de tórax inestable. Se aprecian numerosas fracturas costales señaladas por flechas.

- Tórax inestable. Es muy poco frecuente, se produce cuando las fracturas costales son muy numerosas y en varios focos diferentes, de tal forma que una porción de la pared torácica queda aislada y no se mueve de forma coordinada con el resto del tórax durante los movimientos respiratorios de inspiración y espiración. En estos casos se produce el fenómeno conocido como respiración paradójica, que consiste básicamente en que la porción de la pared torácica que ha quedado aislada realiza un movimiento contrario al del resto del tórax durante la ventilación, lo cual altera la dinámica respiratoria y puede conducir a insuficiencia respiratoria y disminución de oxígeno en sangre (hipoxemia). Esta situación se suele producir cuando el traumatismo sobre el tórax ha sido muy intenso.[2][4]
- Traumatismo pulmonar. Cuando la fractura de la costilla provoca desplazamiento de los fragmentos óseos, uno de ellos puedo impactar sobre el pulmón, provocando una laceración pulmonar. Este tipo de lesión suele producirse cuando existe traumatismo penetrante, por ejemplo en caso de heridas por arma de fuego. Generalmente el tratamiento consiste en cirugía.[2][4]
- Neumotórax traumático. El neumotórax traumático se da con frecuencia en los traumatismos graves sobre el tórax, por ejemplo en los accidentes de tráfico. Se produce por la lesión en algún punto de la vía aérea que hace que el aire penetre en la cavidad pleural. Puede ser de pequeño volumen, pero si se produce un mecanismo valvular unidireccional, de tal forma que el aire penetra en la pleura y no tiene posibilidad de salir, se produce un neumotórax a tensión con graves consecuencias si no se realiza un drenaje pleural inmediato para lograr la descompresión. En ocasiones el neumotórax se asocia a enfisema subcutáneo por la existencia de aire en el tejido subcutáneo, el cual generalmente no precisa tratamiento.[2]
- Hemotórax. Consiste en la existencia de una hemorragia por lesión de un vaso sanguíneo o más raramente laceración del corazón, lo que provoca el paso de la sangre a la cavidad pleural, dificultando la expansión de los pulmones e interfiriendo por tanto en el proceso de ventilación pulmonar. A veces se asocia a neumotórax traumático, proceso conocido como hemoneumotórax. En ocasiones puede llegar a producirse un hemotórax masivo que pone en peligro la vida del paciente.[2][4]
- Quilotórax traumático. Es una complicación rara que se tiene lugar cuando se lesiona el conducto torácico y se vierte el líquido linfático en la cavidad pleural.[2][4]
- Lesión del corazón y las estructuras del mediastino. Puede existir traumatismo cardíaco, de los vasos sanguíneos del mediastino y del esófago.[2]
- Lesiones en el hígado, el bazo y el diafragma cuando la fractura afecta a las últimas costillas.[2][4]
- Infecciones respiratoria y neumonía.[4]

## Diagnóstico
El diagnóstico se basa en la sintomatología y la exploración del paciente que detecta una serie de signos específicos. Las pruebas complementarias más utilizadas para confirmar el diagnóstico son la radiografía de tórax y la tomografía axial computarizada en caso de traumatismos graves.

## Tratamiento
En caso de fracturas simples de una o dos costillas, el tratamiento se basa en la administración de analgésicos para evitar el dolor y recomendaciones generales como mantener reposo relativo y evitar realizar movimientos violentos. La inmovilización del tórax mediante vendaje se utilizó en el pasado pero no se emplea en la práctica médica actual pues no es eficaz y puede provocar complicaciones. Es útil realizar respiraciones profundas periódicamente, en torno a 8 o 10 veces al día, para evitar infecciones pulmonares. En casos graves se emplean antiinflamatorios por vía intravenosa o derivados morfínicos. Esta indicado administrar analgesia epidural en caso de fracturas costales múltiples que no respondan de forma adecuada a otras medidas analgésicas. Si existen complicaciones graves por lo general es necesaria la cirugía.

### Cirugía
La cirugía se recomienda únicamente en determinados casos:
- Cuando existen desplazamientos superiores a 3 cm entre los fragmentos de las costillas fracturadas.
- Cuando la acumulación de sangre en la pleura es superior a 1000 mL.
- Cuando existe una fuga importante de la vía aérea que provoca neumotórax e impide la reexpansión del pulmón.
- En caso de tórax inestable que precise ventilación mecánica durante un periodo de tiempo superior a las 72 horas.
- Cuando existe lesión del corazón.
- En caso de que alguno de los fragmentos de la costilla fracturada lesione el diafragma, el hígado o el bazo.